# Eleccions comunals andorranes de 2011
Les eleccions comunals andorranes del 2011 van ser unes eleccions celebrades a cadascuna de les set parròquies d'Andorra el dia 4 de desembre del 2011 per triar la composició dels comuns, que són els ens públics que les governen. El resultat de les eleccions decideix els cònsols que dirigeixen aquests comuns, i els consellers comunals que completen la composició de cada Consell de Comú.
El Partit Socialdemòcrata d'Andorra no va guanyar cap de les eleccions on es va presentar, i això li suposà quedar sense cap càrrec de govern en tot el país. Demòcrates per Andorra tenir uns bons resultats, com a les anteriors eleccions generals fetes pocs mesos abans. Van guanyar arreu llevat de dues parròquies: la Massana, on va guanyar Ciutadans Compromesos amb David Baró Riba i on no havien presentat candidatura per les discrepàncies entre els dos grups locals que els eren afins (Ciutadans Compromesos i Moviment Massanenc) i Andorra la Vella. Precisament a la capital és on els resultats foren més ajustats, i l'ex-socialdemòcrata Rosa Ferrer sortí reelegida ara sota una candidatura d'independents.

## Sistema electoral
Els Consells de Comú estan formats per un nombre parell de consellers, entre deu i setze. Els qui es volen presentar a les eleccions d'una parròquia han de confeccionar una llista tancada amb prou candidats compatibles com per ocupar tot el Consell de Comú, i han de presentar l'aval de més de deu ciutadans que representin un 0,5% del cens parroquial. Cada elector només pot votar una de les llistes i sense alterar-ne la composició. La meitat dels membres del Consell s'assigna directament a la llista més votada i l'altra meitat es reparteix proporcionalment entre totes les llistes, incloent-hi la més votada, en funció dels seus vots i seguint la regla dels màxims residus. L'elecció del cònsol major i del cònsol menor es fa posteriorment per part dels consellers del comú.
Excepte en la rara situació d'un empat al nombre de vots, la llista més votada obté una majoria absoluta dels consellers comunals, sense tenir en compte quina proporció de l'electorat li ha donat suport. A la pràctica això fa que l'elecció dels cònsols, i en general del govern del comú, sigui per escrutini majoritari. La resta de candidatures obtenen una presència testimonial al consell. Juntes no tenen prou membres com per assolir el govern comunal, encara que hagin rebut molts més vots que la llista majoritària, de manera que la direcció del comú queda determinada pel resultat de l'escrutini i no depèn de pactes postelectorals entre candidatures diferents.
El càrrec de conseller de comú és incompatible amb ser membre del Govern, del Consell General o de cap institució del poder judicial andorrà. A més, els cònsols tenen una limitació de mandats i no poden exercir més de dos mandats consecutius complets.

## Detall de cada parròquia

### Canillo
A la parròquia de Canillo només s'hi va presentar una candidatura:
- Demòcrates per Andorra, amb Josep Mandicó Calvó i David Palmitjavila Duedra al capdavant de la llista

Els resultats foren els següents:
| Candidatures           | Vots | % en vots | Consellers | % en escons |
| ---------------------- | ---- | --------- | ---------- | ----------- |
| Demòcrates per Andorra | 307  | 100%      | 14         | 100%        |
| Total de vots vàlids   | 307  |           | 14         |             |
| Vots blancs            | 239  | 42%       |            |             |
| Vots nuls              | 23   | 4%        |            |             |
| Participació           | 569  | 69%       | Cens: 824  | Cens: 824   |

### Encamp
A la parròquia d'Encamp s'hi van presentar dues candidatures:
- Partit Socialdemòcrata + Independents, llista liderada per Joan-Albert Sans Urgell i Eluska Galdós Perez
- Units per al Progrés + Demòcrates per Andorra, liderada per Jordi Mas Torres i Jordi Torres Arauz

Els resultats foren els següents:
| Candidatures                                  | Vots | % en vots | Consellers | % en escons |
| --------------------------------------------- | ---- | --------- | ---------- | ----------- |
| Units per al Progrés + Demòcrates per Andorra | 1252 | 73%       | 10         | 83%         |
| Partit Socialdemòcrata + Independents         | 467  | 27%       | 2          | 17%         |
| Total de vots vàlids                          | 1719 |           | 12         |             |
| Vots blancs                                   | 248  | 12%       |            |             |
| Vots nuls                                     | 43   | 2%        |            |             |
| Participació                                  | 2010 | 65%       | Cens: 3073 | Cens: 3073  |

### Ordino
A la parròquia d'Ordino s'hi van presentar tres candidatures:
- Convergents d'Ordino, llista liderada per Enric Dolsa Font i Èric Bartolomé Levos
- Acció Comunal d'Ordino + Demòcrates per Andorra, liderada pels llavors cònsols Bonaventura Espot Benazet i Consol Naudí Baixench
- Partit Socialdemòcrata + Independents, liderada per Carolina Poussier Milhau i Víctor Iriarte Fraga

Els resultats foren els següents:
| Candidatures                                    | Vots | % en vots | Consellers | % en escons |
| ----------------------------------------------- | ---- | --------- | ---------- | ----------- |
| Acció Comunal d'Ordino + Demòcrates per Andorra | 621  | 56%       | 10         | 83%         |
| Convergents d'Ordino                            | 308  | 28%       | 2          | 17%         |
| Partit Socialdemòcrata + Independents           | 171  | 16%       | 0          | 0%          |
| Total de vots vàlids                            | 1100 |           | 12         |             |
| Vots blancs                                     | 49   | 4%        |            |             |
| Vots nuls                                       | 15   | 1%        |            |             |
| Participació                                    | 1164 | 82%       | Cens: 1418 | Cens: 1418  |

### La Massana
A la parròquia de la Massana s'hi van presentar tres candidatures:
- Partit Socialdemòcrata + Independents, amb Carola Cureau Bonit i Miriam Avellana Farre al capdavant de la llista
- Moviment Massanenc, amb Robert Albos Saboya i Jordi Serra Malleu al capdavant
- Ciutadans Compromesos, amb David Baró Riba i Raul Ferré Bonet al capdavant

Els resultats foren els següents:
| Candidatures                          | Vots | % en vots | Consellers | % en escons |
| ------------------------------------- | ---- | --------- | ---------- | ----------- |
| Ciutadans Compromesos                 | 779  | 48%       | 9          | 75%         |
| Moviment Massanenc                    | 591  | 37%       | 3          | 25%         |
| Partit Socialdemòcrata + Independents | 243  | 15%       | 0          | 0%          |
| Total de vots vàlids                  | 1613 |           | 12         |             |
| Vots blancs                           | 129  | 7%        |            |             |
| Vots nuls                             | 19   | 1%        |            |             |
| Participació                          | 1761 | 74%       | Cens: 2373 | Cens: 2373  |

### Andorra la Vella

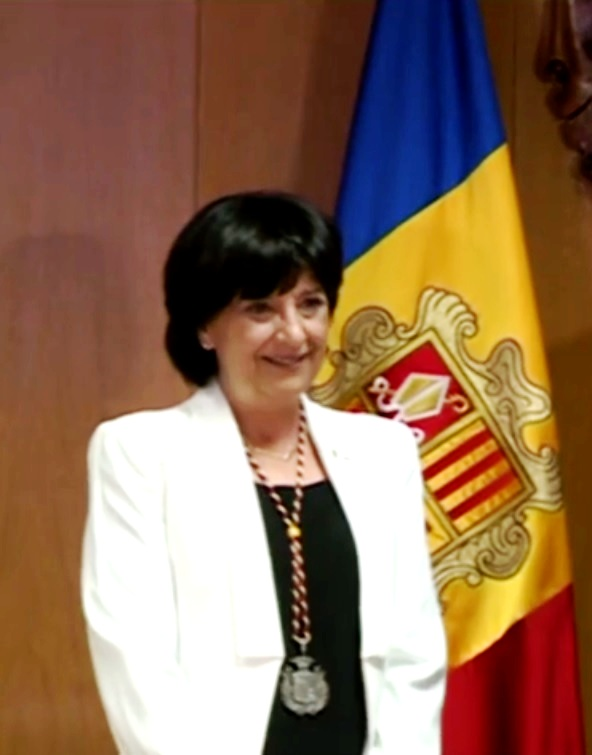
Maria Rosa Ferrer va poder revalidar el càrrec de cònsol major

A la parròquia d'Andorra la Vella s'hi van presentar tres candidatures:
- Partit Socialdemòcrata + Independents, liderats per Marc Joan Cornella Solà i amb el llavors cònsol menor Josep Vila Circuns com a segon
- Cd'I per Andorra la Vella, liderats per la llavors cònsol major Maria Rosa Ferrer Obiols i amb Jordi Ramón Minguillón Capdevila com a segon
- Demòcrates per Andorra + Independents, liderats per Carles Torralba Massip i Maria Neus Farré Canelles

Els resultats foren els següents:
| Candidatures                          | Vots | % en vots | Consellers | % en escons |
| ------------------------------------- | ---- | --------- | ---------- | ----------- |
| Cd'i per Andorra la Vella             | 1377 | 39%       | 8          | 67%         |
| Demòcrates per Andorra + Independents | 1295 | 37%       | 2          | 17%         |
| Partit Socialdemòcrata + Independents | 870  | 25%       | 2          | 17%         |
| Total de vots vàlids                  | 3542 |           | 12         |             |
| Vots blancs                           | 275  | 7%        |            |             |
| Vots nuls                             | 57   | 1%        |            |             |
| Participació                          | 3874 | 57%       | Cens: 6782 | Cens: 6782  |

### Sant Julià de Lòria
A Sant Julià de Lòria s'hi van presentar dues candidatures:
- Unió Laurediana + Demòcrates per Andorra + Independents, amb Montserrat Gil Torné i Manel Torrentalle Cairo al capdavant de la llista
- Partit Socialdemòcrata + Independents, amb Rossend Areny Navarro i Jose Roig Carcel al capdavant

Els resultats foren els següents:
| Candidatures                                            | Vots | % en vots | Consellers | % en escons |
| ------------------------------------------------------- | ---- | --------- | ---------- | ----------- |
| Unió Laurediana + Demòcrates per Andorra + Independents | 1232 | 64%       | 10         | 83%         |
| Partit Socialdemòcrata + Independents                   | 693  | 36%       | 2          | 17%         |
| Total de vots vàlids                                    | 1925 |           | 12         |             |
| Vots blancs                                             | 283  | 13%       |            |             |
| Vots nuls                                               | 39   | 2%        |            |             |
| Participació                                            | 2247 | 69%       | Cens: 3241 | Cens: 3241  |

### Escaldes-Engordany
A la parròquia d'Escaldes-Engordany s'hi van presentar dues candidatures:
- Demòcrates per Andorra, amb Trinitat Marín Gonzalez i Marc Calvet Sala al capdavant de la llista
- Partit Socialdemòcrata + Independents, amb Cecilia Vendrell Serra i Aleix Mañosas Rodríguez al capdavant

Els resultats foren els següents:
| Candidatures                          | Vots | % en vots | Consellers | % en escons |
| ------------------------------------- | ---- | --------- | ---------- | ----------- |
| Demòcrates per Andorra                | 1687 | 70%       | 10         | 83%         |
| Partit Socialdemòcrata + Independents | 738  | 30%       | 2          | 17%         |
| Total de vots vàlids                  | 2425 |           | 12         |             |
| Vots blancs                           | 392  | 14%       |            |             |
| Vots nuls                             | 55   | 2%        |            |             |
| Participació                          | 2872 | 61%       | Cens: 4670 | Cens: 4670  |